# 1995 na ciência

## Eventos
- 22 de março - Valeri Polyakov realiza a maior estadia fora da terra.
- 20 de maio - Descoberto no Vale dos Reis, no Egito, um mausoléu gigante, o mais importante achado desde o do túmulo de Tutancámon.
- 24 de agosto - lançado, pela Microsoft, o sistema operacional Windows 95.
- 5 de setembro - a França faz testes nucleares no atol de Mururoa.

## Nascimentos
| Data | Nome | Profissão | Nacionalidade | Observações | Ref |
| ---- | ---- | --------- | ------------- | ----------- | --- |

## Mortes
| Data           | Nome                             | Profissão                             | Nacionalidade             | Observações | Ref                            |
| -------------- | -------------------------------- | ------------------------------------- | ------------------------- | --- | ------------------------------ |
| 1 de janeiro   | Eugene Paul Wigner               | Físico                                | Áustria-Hungria (Hungria) | n. 1902 Nobel da Física 1963 Medalha Max Planck 1961 Prémio Enrico Fermi 1958                                       | [ 1 ] [ 2 ] [ 3 ]              |
| 7 de janeiro   | Murray Newton Rothbard           | Teórico político Economista           | Estados Unidos            | n. 1926 |                                |
| 18 de janeiro  | Adolf Friedrich Johann Butenandt | Bioquímico                            | Alemanha                  | n. 1903 Nobel da Química 1939                                                                                       | [ 4 ]                          |
| 25 de janeiro  | Albert W. Tucker                 | Matemático                            | Canadá                    | n. 1905 |                                |
| 2 de abril     | Hannes Olof Gösta Alfvén         | Astrofísico                           | Suécia                    | n. 1908 Nobel da Física 1970 Medalha de Ouro Lomonossov 1971                                                        | [ 1 ] [ 5 ]                    |
| 14 de março    | William Alfred Fowler            | Físico                                | Estados Unidos            | n. 1911 Nobel da Física 1983                                                                                        | [ 1 ]                          |
| 13 de maio     | Hao Wang                         | Matemático Filósofo                   | China                     | n. 1921 |                                |
| 14 de maio     | William Alfred Fowler            | Físico                                | Estados Unidos            | n. 1911 Nobel da Física 1983                                                                                        | [ 1 ]                          |
| 14 de maio     | Christian Boehmer Anfinsen       | Químico                               | Estados Unidos            | n. 1916 Nobel da Química 1972                                                                                       | [ 4 ]                          |
| 18 de maio     | Henri Laborit                    | Cirurgião Filósofo                    | França                    | n. 1914 |                                |
| 15 de junho    | John Atanasoff                   | Matemático                            | Estados Unidos            | n. 1903 |                                |
| 25 de junho    | Ernest Walton                    | Físico                                | Irlanda                   | n. 1903 Nobel da Física 1951 Medalha Hughes 1938                                                                    | [ 1 ] [ 6 ]                    |
| 15 de julho    | Henri Gastaut                    | Neurologista                          | França                    | n. 1915 |                                |
| 25 de julho    | Toru Kumon                       | Professor de matemática               | Japão                     | n. 1914 |                                |
| 10 de agosto   | Florestan Fernandes              | Sociólogo                             | Brasil                    | n. 1920 |                                |
| 21 de agosto   | Subrahmanyan Chandrasekhar       | Físico                                | Índia / Estados Unidos    | n. 1910 Nobel da Física 1983 Medalha Bruce 1952 Medalha Copley 1984 Medalha Real 1962                               | [ 1 ] [ 7 ] [ 8 ] [ 9 ]        |
| 19 de setembro | Rudolf Peierls                   | Físico                                | Alemanha / Reino Unido    | n. 1907 Medalha Copley 1986 Medalha Lorentz 1962 Medalha Max Planck 1963 Medalha Real 1959 Prémio Enrico Fermi 1980 | [ 8 ] [ 10 ] [ 2 ] [ 9 ] [ 3 ] |
| 4 de novembro  | Gilles Deleuze                   | Filósofo                              | França                    | n. 1925 |                                |
| 8 de novembro  | Alonzo Church                    | Matemático                            | Estados Unidos            | n. 1903 |                                |
| 20 de novembro | Robin Gandy                      | Matemático                            | Reino Unido               | n. 1919 |                                |
| 6 de dezembro  | Dmitri Volkogonov                | General Historiador Escritor Político | União Soviética           | n. 1928 |                                |

## Prémios
Medalha Albert Einstein
- Chen Ning Yang[11]

Medalha Arthur L. Day
- Thomas J. Ahrens[12]

Medalha Bigsby
- Andrew Benjamin Smith[13]

Medalha Bruce
- Philip James Edwin Peebles[7]

Medalha Copley
- Frank Fenner[8]

Medalha Davy
- MLH Green[14]

Medalha Edison IEEE
- Robert W. Lucky[15]

Medalha Guy

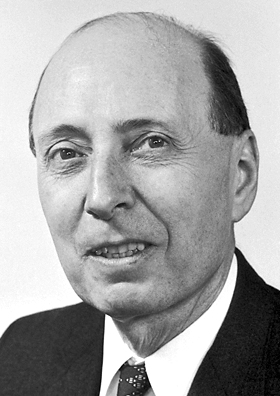
Eugene Wigner
1902 - 1995

- Medalha Guy de prata  - B.W. Silverman[16]
- Medalha Guy de bronze  - I. Johnstone[17]

Medalha de Honra IEEE
- Lotfi A. Zadeh[18]

Medalha Hughes
- David Shoenberg[19]

Medalha Lavoisier (SCF)
- Derek Barton[20] e Rudolf Hoppe[20]

Medalha Lyell
- Robert Keith O'Nions[21]

Medalha Mary Clark Thompson
- David L. Jones[22]

Medalha Matteucci
- Tsung Dao Lee[23]

Medalha Max Planck
- Siegfried Großmann[2]

Medalha De Morgan
- Walter Hayman[24]

Medalha Murchison
- Ian Stuart Edward Carmichael[25]

Medalha Oersted
- Robert Beck Clark[26]

Medalha de Ouro Lomonossov
- Vitaly Ginzburg[5] e Anatole Abragam[5]

Medalha de Ouro da Royal Astronomical Society
- John Houghton[27] e Rashid Sunyaev[27]

Medalha Penrose
- John C. Crowell[28]

Medalha Real
- Donald Metcalf[9], Paul Nurse[9] e Robert J Williams[9]

Medalha Theodore von Karman
- Ray Clough[29]

Medalha William Bowie
- Claude Allégre[30]

Medalha Wollaston
- George Patrick Leonard Walker[31]

Prémio Fermat
- Andrew Wiles[32]

Prémio Nobel
- Física - Martin L. Perl[1], Frederick Reines[1]
- Química - Paul J. Crutzen[4], Mario J. Molina[4], Frank Sherwood Rowland[4]
- Medicina - Edward Bok Lewis[33], Christiane Nüsslein-Volhard[33], Eric Wieschaus[33]
- Economia - Robert E. Lucas Jr.[34]

Prémio Turing
- Manuel Blum[35]

Prémio Wolf de Matemática
- Andrew Wiles e Robert Langlands[36]

Prémio Wolf de Medicina
- Stanley Prusiner[37]